# Жиленци
Жѝленци е село в Западна България. То се намира в община Кюстендил, област Кюстендил.

## География
Село Жиленци се намира в планински район, в подножието на планината Осогово, на 5 километра западно от гр. Кюстендил, на шосето Кюстендил – Гюешево – Скопие. Селото е съставено от махали: Везенска, Рекалска, Грънчарска, Център, Сърбинска, Чифлика, Долна и Мазнево.
До 1966 г. селото се нарича Жилинци.
На 8 май 1971 г. към селото е присъединена махалата Долна Брестница.
Климат – планински, умерен, преходно-континентален.
През годините селото принадлежи към следните административно-териториални единици: Община Жилинци (1883 – 1966), община Жиленци (1966 – 1971) и Община Кюстендил (от 1971 г.).

## Население
| Година    | 1880 | 1900 | 1920 | 1926 | 1934 | 1946 | 1956 | 1965 | 1975 | 1984 | 2010 |
| Население | 697  | 409  | 1096 | 1331 | 1375 | 1476 | 1325 | 1328 | 1445 | 1366 | 1167 |

## История
Селището за първи път се споменава в османски данъчен регистър (тефтер), съставен между 1570 и 1572 години. Има следи от антично селище в местността Манастирището, източно от селото.
През 1893 г. селото има 23260 дка землище, от които 17180 дка гори, 2664 дка ниви, 304 дка естествени ливади, 216 дка овощни и зеленчукови градини, 143 дка лозя и др., и се отглеждат 606 овце, 161 кози, 710 говеда и 13 коня. Основен поминък на селяните са земеделието (овес, пшеница, тютюн) и животновъдството, дърводобив, каменарство и овощарство. Развиват се домашните занаяти. Има множество воденици.
В селото е съществувало килийно училище (1850 – 1860). През 1893 г. е построена църквата „Свети Никола“, изписана от Евстатий Попдимитров.
През 1905 г. е учредено Взаимоспомагателно дружество „Орач“, а през 1912 г. – Земеделско кооперативно сдружение „Свети Симеон“.
През 1960 г. кооперация „Орач“ се влива в „Наркооп“ – Кюстендил.
През 1920 г. се учредява читалище „Пробуда“.
През 1947 г. е имало 56 воденици по река Глоговщица.
През 1950 г. е учредено ТКЗС „Димитър Каляшки“, което от 1960 г. преминава към ДЗС – Кюстендил, а от 1978 г. е включено в състава на АПК „Осогово“ – гр. Кюстендил.
Има цех за безалкохолни напитки, лекарски участък, пощенска станция (1953). Построено е ново училище (1974 – 1980). Селото е електрифицирано, водоснабдено, канализирано и асфалтирано. Строят се множество нови обществени и частни сгради.
Поради близостта му до гр. Кюстендил и прекрасните природа и климат, населението на селото се увеличава.

## Исторически, културни и природни забележителности
- Църквата „Свети Никола“, построена в 1893 година. Църквата е едноапсидна трикорабна псевдобазилика с хубав каменен градеж. Над средния кораби са оставени три слепи купола и един купол над покрива. Иконостасът е с дъсчена направа без резба, изпълнен с растителни орнаменти. Иконите са дело на живописеца Евстатий Попдимитров от село Осой, сега в Северна Македония, а стенописите са изпълнени през 1897 г. от Петър Николов Дамянов – Зографски (1850 – 1921).

## Религии
Село Жиленци принадлежи в църковно-административно отношение към Софийска епархия, архиерейско наместничество Кюстендил. Населението изповядва източното православие.

## Обществени институции
- Кметство Жиленци.
- Народно читалище „Димитър Каляшки – 1920“ – действащо читалище, регистрирано под номер 1130 в Министерство на културата на България. Дейности – фолклорен ансамбъл и библиотека с 13358 тома.[7]

## Редовни събития
- В началото на месец септември се провежда родов събор, на който правят среща хора родени, израснали, учили и живели в селото.
- Курбан на Никулден в двора на църквата.
- Курбан на Голяма Богородица в двора на църквата.
- Курбан на Архангеловден в двора на църквата.

## Личности
- Ангел С. Маджев, революционер от ВМОРО, четник на Лука Иванов[8]
- Никола Стоянов – първия кмет на Жиленската селска община след Освобождението (1883).
- Атанас Големинов (1852 – 1935), опълченец, почетен гражданин на Габрово (1923) и Кюстендил (1928).
- Олга Борисова (1941 – 2021), солистка на ансамбъла за народни песни на Българското радио и телевизия и на „Мистерията на българските гласове“. Записала е десетки песни от свой роден край, които стават популярни в цяла България – „В село дюгере дойдоа“, „Лепа Яно“, „Майстор Манол“ и други. Олга Борисова е носителка на наши и международни награди от фолклорни конкурси и фестивали. Удостоена е със званието „заслужил артист“, „Златна лира“ на Съюза на музикалните и танцови дейци в България и на званието „почетен гражданин“ на град Кюстендил за нейната 65-годишнина през 2006 година. Изнасяла е концерти в България и в Европа, Азия, Америка и Африка.
- Димитър Каляшки (1910 – 1943), партизанин, антифашист. Предаден е от свой съселянин и загива в родното си село след кратка престрелка с жандармерията. Реставрирана е и е запазена като музей родната му къща, която се намира на около 300 метра от църквата Св. Никола.